# Elvedin Džinić
Elvedin Džinić (ur. 25 sierpnia 1985 w Zavidovići) – słoweński piłkarz bośniackiego pochodzenia występujący na pozycji obrońcy.

## Kariera klubowa
Elvedin Džinić zawodową karierę rozpoczął w 2005 w klubie NK Maribor. Początkowo był w nim rezerwowym, jednak z czasem wywalczył sobie miejsce w podstawowym składzie. Zadebiutował 30 kwietnia w meczu z drużyną FC Koper. 11 września podczas zwycięskiego 2:1 pojedynku z Goricą strzelił swojego pierwszego gola dla Mariboru. W sezonie 2008/09 Džinić zdobył ze swoim zespołem mistrzostwo Słowenii, a sam w 27 występach strzelił 6 goli. W kolejnych rozgrywkach wywalczył Puchar oraz Superpuchar Słowenii.

## Kariera reprezentacyjna
W 2006 roku rozegrał 1 spotkanie w reprezentacji Słowenii U-21  przeciwko Francji (0:2). W 2010 roku Matjaž Kek powołał go do 23-osobowej kadry na Mistrzostwa Świata 2010, jednak nie rozegrał on na tym turnieju żadnego spotkania.

## Sukcesy
NK Maribor
- mistrzostwo Słowenii (2): 2008/09, 2010/11
- Puchar Słowenii (1): 2009/10
- Superpuchar Słowenii (1): 2009